# تئاتر نصر
تئاتر نصر، تماشاخانه نصر یا تئاتر تهران یکی از اولین سالن‌های تئاتر ایران، مربوط به اواخر دوره قاجار است و در تهران، خیابان لاله زار جنوبی، جنب گراند هتل روبروی کوچه بوشهری واقع شده‌است. این اثر در تاریخ ۷ مهر ۱۳۸۱ با شمارهٔ ثبت ۶۵۲۹ به‌عنوان یکی از آثار ملی ایران به ثبت رسیده‌است.

## تاریخچه
نصراله باقراف در سال ۱۲۹۴ در قسمت جنوبی گراند هتل، سالنی را بنا کرد و برای نخستین بار در آن تئاتر اجرا کرد. سپس تغییرات جدیدی در مهمانسرا و به تبع آن سالن به وجود آورد. سالنی بیضی شکل با غرفه‌هایی بود که تماشاگران در آن، سه یا چهار نفری نشسته فیلم می‌دیدند. در سال ۱۳۰۷ سینمای گراند هتل برای بانوان هم اجرا داشت و خانم‌ها از در گراند سینما و آقایان از در گراند هتل وارد می‌شدند. از آنجا که تماشاخانه گراند هتل تنها تماشاخانه آبرومند شهر بود، خواهان زیاد داشت و اهالی هنر برای اجرا تئاتر باید وقت می‌گرفتند. 
با افتتاح تماشاخانه دایمی تهران در اول دی ماه ۱۳۱۹ و اجرای نمایش‌های منظم هفتگی در مکان هنرستان هنرپیشگی و به دلیل استقبال پایتخت نشینان از تئاتر و محدودیت ظرفیت تماشاخانه هنرستان هنرپیشگی، سید علی خان نصر با کمک رئیس کل شهربانی در اوایل اردیبهشت سال ۱۳۲۰ سالن گراند هتل را که در آن زمان شعبه ای از بنگاه سینمای دیده بان بود، به مبلغ سه هزار ریال اجاره کرد و حدود ۲۵ هزار ریال هم از محل بودجه هنرستان هنرپیشگی برای مرمت و تبدیل غرفه‌های کوچک به سالنی با صندلی هزینه کرد تا تماشاخانه دایمی تهران ۷ الی ۹ شب پنجشنبه ۱۰ مهرماه ۱۳۲۰ در سالن گراند هتل افتتاح شد.
سیدعلی خان نصر شخصا ریاست این تماشاخانه را به عهده داشت، اما پس از آن که پست سفیر ایران در چین به او پیشنهاد شد، به دلیل فعالیت‌های سیاسی تصمیم گرفت مدیریت تماشاخانه را به احمد دهقان بسپارد و او مدیر داخلی تئاتر شد. در این زمان بر روی تماشاخانه نصر نام "تئاتر تهران" نهاده شد. در واقع از حدود یک سال بعد، احمد دهقان مدیریت این تماشاخانه را به عهده گرفت. احمد دهقان نماینده مجلس، مدیر مجله «تهران مصور» در ششم خرداد سال ۱۳۲۹ در دفتر همین تماشاخانه در خیابان لاله زار به دست حسن جعفری کارمند شرکت نفت ایران و انگلستان ترور شد.
تماشاخانه دائمی تهران تا سال ۱۳۲۹ پا برجا بود. در سال ۱۳۳۷ و پس از آن چندین بار دچار آتش سوزی شد، اما پس از تعمیر در سال ۱۳۴۱ به پاس خدمات ارزنده سید علی خان نصر که در بهمن ۱۳۴۰ فوت شده بود با عنوان "تئاتر نصر" بازگشایی شد اما به تدریج تالار دچار رکود شد تا آن که در اوایل انقلاب توسط کمیته امداد امام خمینی(ره) مصادره و نهایتاً تعطیل شد.
در سال ۱۳۶۷ واحد جهاد دانشگاهی برای احیا تئاتر نصر این مکان را اجاره و آن را بازگشایی کرد اما به دلیل فرسودگی و بی‌توجهی مسوولان سرانجام در مرداد ۱۳۸۱ در حین اجرای نمایش "سی و هفت شاهی جناب میرزا" تعطیل شد.
کار مرمت و بازسازی «تئاتر نصر» در فاز نخست بازسازی‌ این ساختمان در اردیبهشت ۱۳۸۷ آغاز شد اما در خرداد ماه این اقدامات به دلیل کمبود بودجه و اعتبار متوقف شد. در دی ماه همان سال اعلام شد که روند بازسازی منوط به تفاهم با کمیته امداد به عنوان مالک بنا می‌باشد. نهایتاً در تاریخ ۱۰ دی ۱۳۹۶ با امضای تفاهم‌نامه‌ای بین کمیته امداد امام خمینی به عنوان مالک و جهاد دانشگاهی که سرقفلی این بنا را در اختیار داشت با شهرداری تهران، تملک این بنا در اختیار سازمان زیباسازی شهرداری تهران درآمد تا این سالن نمایش تاریخی مورد مرمت و بازسازی قرار گرفته و تبدیل به موزه شود.

## نگارخانه

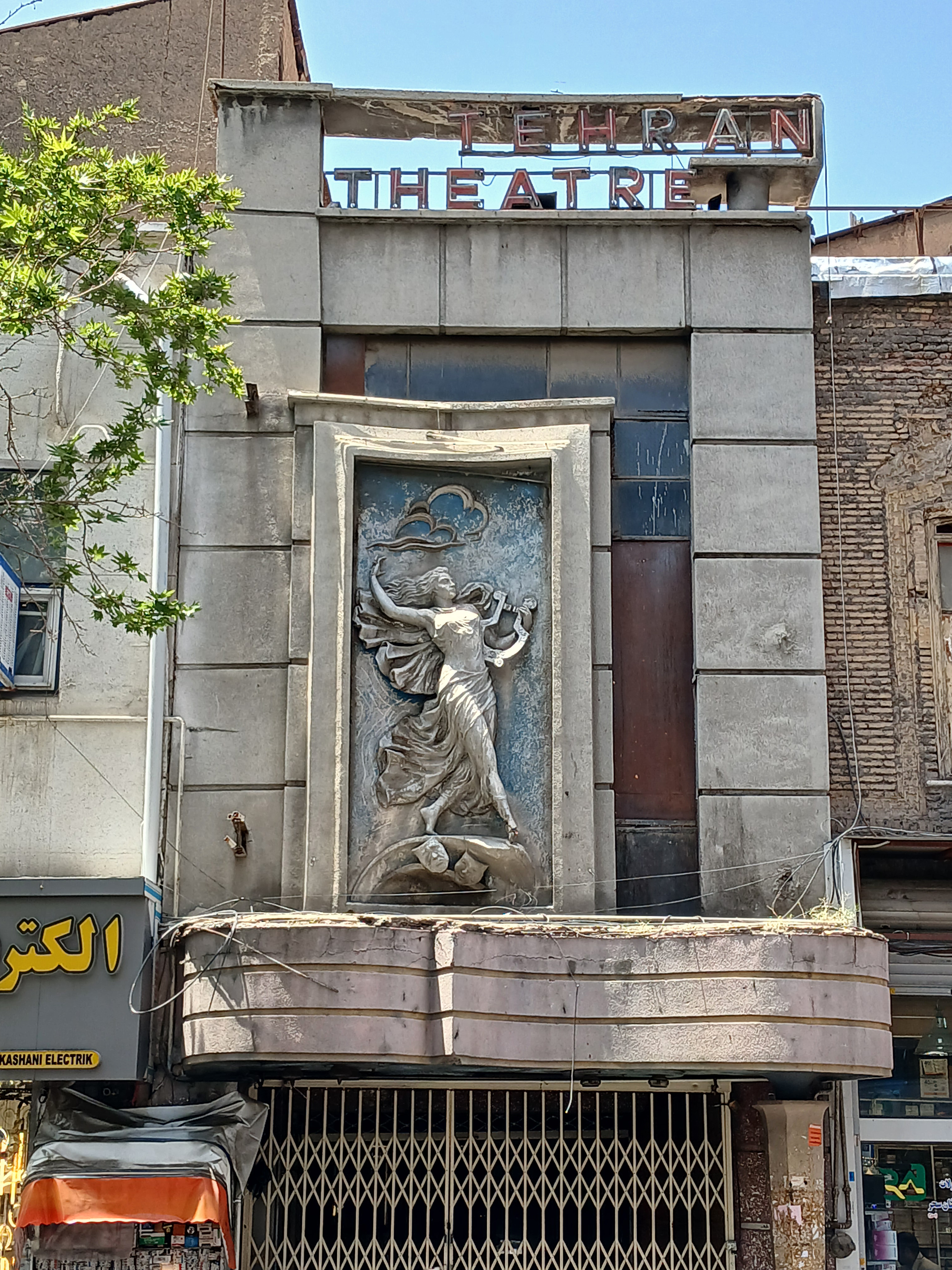
نما از سمت روبرو (کوچۀ بوشهری)